# イ・ヨンボク
イ・ヨンボク（李 容馥、朝鮮語: 이용복、1952年6月27日または1957年 - ）は、大韓民国の歌手、実業家。本貫は韓山李氏。

## 経歴
大邱市（現・大邱広域市）出身。幼児期の怪我により失明した。代表的なヒット曲は「子供時代、私たち一緒に」などがある。